# Drängsered
Drängsered is een plaats in de gemeente Hylte in de provincie Hallands län en in het landschap Halland in Zweden. De plaats heeft 124 inwoners (2005) en een oppervlakte van 26 hectare. Drängsered wordt omringd door zowel landbouwgrond als bos en grenst aan het meer Drängsjön. De plaats Hyltebruk ligt zo'n twintig kilometer ten oosten van Drängsered.
Hyltebruk · Torup · Unnaryd · Rydöbruk · Landeryd · Kinnared · Brännögård · Drängsered · Fröslida